# Enrico Perucconi
Enrico Perucconi, född 4 januari 1925 i Morazzone i Varese, död 15 juli 2020 var en italiensk friidrottare.
Perucconi blev olympisk bronsmedaljör på 4 x 100 meter vid sommarspelen 1948 i London.